# Norra Väljetjärnen
Norra Väljetjärnen är en sjö i Ljusdals kommun i Hälsingland och ingår i Ljusnans huvudavrinningsområde.